# Fame (chanson de David Bowie)
Pour les articles homonymes, voir Fame.
Singles de David Bowie
Young Americans
(1975) Golden Years
(1975)
Pistes de Young Americans
Can You Hear Me?
Fame (« célébrité » en anglais) est une chanson de David Bowie, coécrite avec Carlos Alomar et John Lennon, extraite de l'album Young Americans.
Sortie en single en 1975, celui-ci rencontre un grand succès aux États-Unis, où il est certifié disque d'or deux mois après sa sortie : c'est la première chanson de Bowie à atteindre la première place du Billboard Hot 100. Elle se classe dix-septième au Royaume-Uni.
Une version remixée, Fame '90, paraît en single en 1990 à l'occasion de la sortie de la compilation ChangesBowie. Le clip de cette version est réalisé par Gus Van Sant.

## Développement
Avec la sortie de son album de 1972, The Rise and Fall of Ziggy Stardust and the Spiders from Mars, Bowie accède à la notoriété. Dans cet album, l'auteur fait justement part de ses aspirations à devenir célèbre dans la chanson Star, qui présente les fantasmes de « chaque adolescent rêveur mimant un chanteur avec une brosse à cheveux en guise de micro dans une chambre de banlieue », en plus de sa propre frustration de ne pas avoir réalisé son potentiel. Au début de 1975, la « renommée » a différentes significations pour Bowie : cela représente non seulement la popularité, mais est également synonyme de poursuites judiciaires imminentes qui résultent de la fin de sa relation avec son manager Tony Defries. Cela signifie également l'échec d'un projet de théâtre musical coûteux, intitulé Fame, concocté par Defries et financé par MainMan, une société construite autour de la renommée de Bowie. Ce spectacle, dont le sujet est Marilyn Monroe, s'achève après une unique représentation à Broadway, après avoir déjà échoué précédemment hors de Broadway. La faillite de Fame a presque ruiné MainMan et traumatisé la relation entre Bowie et Defries.
Bowie décrit plus tard la chanson Fame comme « méchante, en colère », et admet pleinement qu'elle est écrite « avec un certain degré de malveillance » visant MainMan.  Ceci est confirmé par le biographe Peter Doggett, qui écrit : « chaque fois que Bowie a riposté avec une réplique cynique sur les écueils de la célébrité, il avait [Defries] et sa folie épique à l'esprit », et note les paroles bully for you, chilly for me (« brutale pour toi, glaciale pour moi ») comme un exemple frappant. En 1990, Bowie se remémore la chanson comme sa « piste la moins préférée de l'album » et déclare : « J'avais eu des problèmes de gestion très bouleversants et une grande partie de cela était intégré à la chanson. J'ai laissé tout cela derrière moi, maintenant… Je pense que la célébrité elle-même n'est pas une chose gratifiante. Tout ce que vous pouvez dire, c'est qu'elle vous donne une place dans les restaurants ».

## Composition et enregistrement

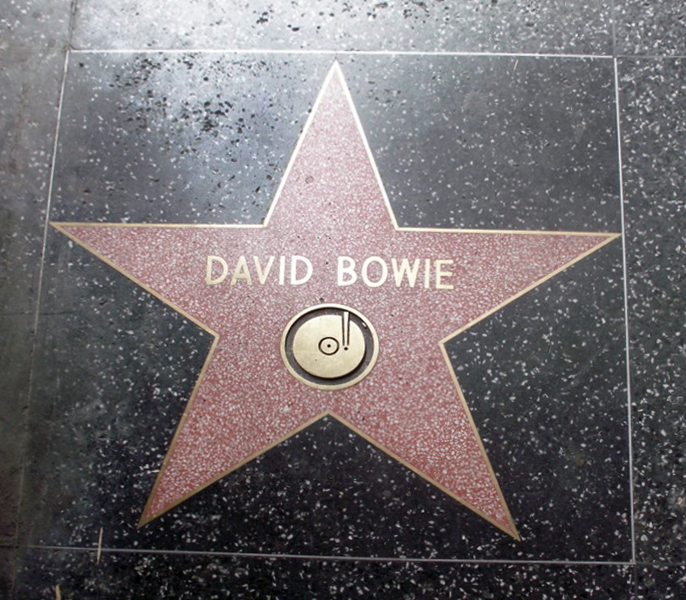
Etoile de David Bowie sur le Walk of Fame à Hollywwod.

Bowie écrit Fame avec John Lennon, qui contribue également aux chœurs et à la guitare.
Les sessions de Young Americans sont, pour la plupart, terminées à la fin de 1974, mais la production est retardée par la séparation de Bowie avec Tony Defries. Les sources diffèrent sur la façon dont Fame serait née en studio, mais Peter Doggett et Nicholas Pegg écrivent que la chanson est le produit d'accidents « heureux »,. À la fin de 1974, Bowie réside à New York, où il rencontre Lennon. Ils se retrouvent aux studios Electric Lady pour une session d'une journée en janvier 1975. Là, Carlos Alomar développe un riff de guitare pour une reprise de  Footstompin' des Flairs, mais Bowie pense que ce serait un gâchis d'utiliser ce riff pour une simple reprise. Lennon commence à chanter « aim » sur le riff, que Bowie transforme en « Fame » puis, selon Marc Spitz, il écrit le reste des paroles avec Lennon. Cependant, selon Doggett, Lennon fait les « contributions lyriques les plus brèves », mais « suffisantes » pour lui attribuer un crédit de co-écriture. Bowie déclare plus tard que Lennon est « l'énergie » et « l'inspiration » de Fame. Lennon répète le mot « Fame » avec une voix de fausset tout au long de la chanson. Dans une interview en 1980, celui-ci déclare : « Nous avons pris un pont de Stevie Wonder et l'avons joué à l'envers, vous savez, et nous en avons fait un disque ! »,
Après que le groupe ait solidifié le riff, ils ressortent avec quelque chose qui ressemble à la « musique noire américaine » du début 1975 ; un « cousin » de Hollywood Swinging de Kool and the Gang, The Payback de James Brown et Do It ('Til You're Satisfied) de B.T. Express. Plus tard en 1975, Brown sort Hot (I Need to Be Loved, Loved, Loved) dont le riff principal est emprunté directement à Fame. Doggett écrit que d'autres influences potentielles sont la chanson de 1972 Jungle Walk des Rascals et les chansons de 1974 Pick Up the Pieces du Average White Band et Brighter Day de Keith Christmas, un ami de Bowie. Dans l'ensemble, Doggett pense que Fame ressemble surtout à Thank You (Falettinme Be Mice Elf Agin) de Sly and the Family Stone qui, comme Fame, est dans le style funk avec « des paroles vicieusement acerbes ».
Fame est une chanson funk rock qui représente le mécontentement de Bowie (et de Lennon) face à la célébrité, notamment « les managers avides d'argent, l'adulation insensée, les entourages indésirables et la vacuité creuse du style de vie en limousine ». Parallèlement, Bowie retravaille avec Lennon lorsqu'il décide d'enregistrer une reprise d'Across the Universe des Beatles ; Lennon y joue de la guitare rythmique. Selon Spitz, Fame et Across the Universe sont des ajouts de dernière minute à Young Americans. Bien que l'album soit principalement coproduit par Tony Visconti, celui ci n'est pas présent lors des sessions de Fame ; les deux chansons sont coproduites par l'ingénieur du son Harry Maslin.

## Sortie et accueil
Fame sort le 7 mars 1975 en tant que dernière piste de Young Americans, le neuvième album studio de Bowie. Elle est ensuite publiée par RCA Records le 25 juillet 1975 en tant que deuxième single extrait de l'album (sous le no PB 10320) avec un autre morceau de l'album, Right, en face B.
Fame devient la première chanson de Bowie classée en tête du Billboard Hot 100, remplaçant Rhinestone Cowboy de Glen Campbell au cours de la semaine du 20 septembre 1975. Pour la semaine du 27 septembre 1975, Fame redescend à la 2e place derrière I'm Sorry de John Denver pendant une semaine, avant de revenir en 1re position pour une dernière semaine, puis d'être finalement remplacé par Bad Blood de Neil Sedaka. Bowie affirme plus tard qu'il n'avait « absolument aucune idée » que la chanson ferait si bien en tant que single, ajoutant : « Je ne saurais pas comment choisir un single s'il me frappait au visage ».  Bien que Fame soit alors le plus grand succès de Bowie dans les charts américains, la chanson n'atteint que la 17e place du UK Singles Chart.
Cash Box déclare qu'avec « un rythme endiablé et une guitare acoustique offerte par M. Lennon, la voix polyvalente de David se mêle à celle de John pour produire une danseuse éthérée avec un peu de psychédélisme R&B ». Dave Thompson d'AllMusic appelle le morceau « une tempête de danse hard-funk dont les paroles – une riposte hostile sur le coût personnel du succès – contredisent totalement le tempo et l'atmosphère optimistes de la chanson ». Après la mort de Bowie en 2016, Rolling Stone l'a classe parmi les « 30 chansons essentielles de Bowie ». En 2018, les auteurs de NME classent Fame au no 21 dans leur liste des « 41 plus grandes chansons de Bowie ». En 2016, Ultimate Classic Rock place le single au no 25 dans une liste classant chaque single de Bowie du pire au meilleur.
Fame est utilisée comme bande originale d'un film d'animation du même titre, réalisé par Richard Jefferies et Mark Kirkland alors qu'ils sont étudiants au California Institute of the Arts. Le film, sorti en 1975, remporte le Student Academy Award pour l'animation et est diffusé sur The Midnight Special de NBC.
Elle est l'une des quatre chansons de Bowie à figurer dans les « 500 chansons qui ont façonné le rock and roll » du Rock and Roll Hall of Fame.
Une version du 40e anniversaire de Fame est sort 2015 et culmine à la 141e place en France.

## Vidéo-clip
Le réalisateur Gus Van Sant réalise la vidéo promotionnelle de Fame '90, qui montre des extraits de nombreuses vidéos précédentes de Bowie. Dans ce clip, Bowie interprète également une danse avec Louise Lecavalier, l'une des principales danseuses de la troupe de danse contemporaine québécoise La La La Human Steps (avec qui Bowie collabore lors du Sound + Vision Tour). La version américaine du clip remplace certains des vidéos de Bowie par des scènes du film Pretty Woman.

## Musiciens
- David Bowie : chant, guitare rythmique, piano, percussions
- John Lennon : chœurs, guitare acoustique
- Carlos Alomar : guitare solo et rythmique
- Earl Slick : guitare rythmique
- Emir Kassan : basse
- Dennis Davis : batterie, vibraslap

## Autres versions
Fame fait l'objet de nombreuses reprises ou samples par différents artistes,.

### Reprises
- 1981 : Duran Duran – face B du single Careless Memories.
- 1986 : Love and Money – version live en face B du maxi 45 tours Dear John.
- 1991 : George Michael lors de sa tournée Cover to Cover et sur l'album Live in Birmingham.
- 1993 : Infectious Grooves – album Sarsippius' Ark.
- 2000 : F.F.F. – album Vierge.
- 2002 : Tommy Lee – album Never a Dull Moment.
- 2005 : Eurythmics – album Touch, en bonus sur la réédition remasterisée.
- 2016 : Yo La Tengo – album Murder in the Second Degree, dans le medley Chantilly Lace.

### Samples
- 1988 :
  - Public Enemy – album It Takes a Nation of Millions to Hold Us Back, titre Night of the Living Baseheads.
  - Ultramagnetic MCs – album Critical Beatdown, titre Break North.
  - Sir Mix-a-Lot – titre Posse on Broadway (The Godzilla Remix Edit).
- 1989 :
  - EPMD – album Unfinished Business, titre It Wasn't Me, It Was the Fame.
  - Meat Beat Manifesto – album Storm the Studio, titre Re-Animator (Part 1).
- 1991 : Ice Cube – album Death Certificate, titre Alive on Arrival.
- 1993 : House of Pain – titre Shamrocks and Shenanigans (Famous Mix).
- 1994 : Vanilla Ice – album Mind Blowin, titre Fame.
- 1996 : Dr. Dre – album Dr. Dre Presents... The Aftermath, titre Fame.
- 1998 : 2 Live Crew – album The Real One, titre World Famous.
- 2001 :
  - Jay-Z – album The Blueprint, titre Takeover.
  - Limp Bizkit feat. Everlast – album New Old Songs, titre Faith/Fame Remix.
- 2005 : Ol' Dirty Bastard – album Osirus: The Official Mixtape, titre Dirty Run.
- 2006 : Lady Gaga – titre Fancy Pants.
- 2017 : The Killers – album Wonderful Wonderful, titre The Man.

## Dans la culture
Fame est utilisée au cinéma dans plusieurs longs-métrages. En 1990, la chanson figure sur la bande originale du film Pretty Woman réalisé par Garry Marshall, puis en 2018 sur la bande originale de The House that Jack Built de Lars von Trier.
Elle est également présente dans les films :
- Dangereuse sous tous rapports de Jonathan Demme (1986) ;
- Copycat de Jon Amiel (1995) ;
- La fille d'un soldat ne pleure jamais de James Ivory (1998) ;
- Sex fans des sixties de Bob Dolman (2002) – version de Tommy Lee ;
- Rush de Ron Howard (2013).

Fame est utilisée en 2022 pour le spot publicitaire du parfum « Fame » de Paco Rabanne, avec l'actrice Elle Fanning, égérie de la marque.
« Bowie fame » est le nom donné à une espèce d'araignées en 2022 par l'arachnologiste allemand Peter Jäger, en l'honneur de la chanson de Bowie.

## Classements

### Version de 1975
| Classement (1975)                      | Meilleure position |
| -------------------------------------- | ------------------ |
| Belgique (Flandre Ultratop 50 Singles) | 17                 |
| Canada (RPM Top Singles)               | 1                  |
| États-Unis (Hot 100)                   | 1                  |
| États-Unis (Dance Club Songs)          | 2                  |
| États-Unis (R&B/Hip-Hop Songs)         | 21                 |
| États-Unis (Record World)              | 1                  |
| Norvège (VG-lista)                     | 9                  |
| Pays-Bas (Single Top 100)              | 6                  |
| Royaume-Uni (UK Singles Chart)         | 17                 |

| Classement (2016)                                             | Meilleure position |
| ------------------------------------------------------------- | ------------------ |
| France (SNEP)                                                 | 181                |
| Belgique (Flandre Ultratop 50 Singles) Back Catalogue Singles | 12                 |

### Version de 1990
| Classement (1990)                      | Meilleure position |
| -------------------------------------- | ------------------ |
| Royaume-Uni (UK Singles Chart)         | 28                 |
| Pologne (LP3)                          | 49                 |
| Suisse (Schweizer Hitparade)           | 29                 |
| Allemagne (GfK Entertainment)          | 36                 |
| Pays-Bas (Single Top 100)              | 16                 |
| Belgique (Flandre Ultratop 50 Singles) | 22                 |
| Nouvelle-Zélande (RMNZ)                | 32                 |

## Certification
| Pays              | Certification | Date            | Vente     |
| ----------------- | ------------- | --------------- | --------- |
| États-Unis (RIAA) | Or            | 17 octobre 1975 | 1 000 000 |